# Férfi kajak kettes 1000 méter az 1952. évi nyári olimpiai játékokon
Az 1952. évi nyári olimpiai játékokon a kajak-kenu férfi kajak kettes 1000 méteres versenyszámát július 28-án rendezték Taivallahti-ben.

## Eredmények
Az időeredmények másodpercben értendők. A rövidítések jelentése a következő:
- OB: olimpiai legjobb idő
- Q: továbbjutás helyezés alapján

### Előfutamok
Az előfutamokból az első három helyezett a döntőbe jutott, a többiek kiestek.
| Helyezés | Nemzet                                                      | Idő      | Mj       |
| 1. futam | 1. futam                                                    | 1. futam | 1. futam |
| -------- | ----------------------------------------------------------- | -------- | -------- |
| 1.       | Svédország (SWE) · Lars Glassér · Ingemar Hedberg           | 3:51,7   | Q, OB    |
| 2.       | Finnország (FIN) · Kurt Wires · Yrjö Hietanen               | 3:53,0   | Q        |
| 3.       | Dánia (DEN) · Egon Dyg · Andreas Lind                       | 3:53,3   | Q        |
| 4.       | Szovjetunió (URS) · Anatoly Troshenkov · Igor Kuznetsov     | 3:54,0   |          |
| 5.       | Csehszlovákia (TCH) · Jan Matocha · Ota Kroutil             | 3:56,3   |          |
| 6.       | Olaszország (ITA) · Eligio Valentino · Pio Vennettilli      | 4:03,8   |          |
| 7.       | Nagy-Britannia (GBR) · Frank Prout · Roland Prout           | 4:07,6   |          |
| 2. futam |                                                             |          |          |
| 1.       | Ausztria (AUT) · Maximilian Raub · Herbert Wiedermann       | 3:55,2   | Q        |
| 2.       | Németország (GER) · Gustav Schmidt · Helmut Noller          | 3:55,7   | Q        |
| 3.       | Norvégia (NOR) · Ivar Mathisen · Knut Østby                 | 3:58,2   | Q        |
| 4.       | Saar-vidék (SAA) · Heinrich Hess · Kurt Zimmer              | 4:01,4   |          |
| 5.       | Svájc (SUI) · Anton Kuster · Hans Straub                    | 4:14,9   |          |
| 6.       | Luxemburg (LUX) · Johnny Lucas · Léon Roth                  | 4:21,6   |          |
| 3. futam |                                                             |          |          |
| 1.       | Hollandia (NED) · Cees Koch · Jan Klingers                  | 3:54,3   | Q        |
| 2.       | Magyarország (HUN) · Granek István · Kulcsár János          | 3:54,5   | Q        |
| 3.       | Franciaország (FRA) · Maurice Graffen · Marcel Renaud       | 3:54,8   | Q        |
| 4.       | Belgium (BEL) · Frans Van Den Berghen · Albert Van De Vliet | 3:59,2   |          |
| 5.       | Egyesült Államok (USA) · Thomas Horton · John Eiseman       | 4:02,9   |          |
| 6.       | Kanada (CAN) · Robert Cordner · George Ward                 | 4:27,5   |          |

### Döntő
| Helyezés | Nemzet                                                | Idő    | Mj |
| -------- | ----------------------------------------------------- | ------ | -- |
| Arany    | Finnország (FIN) · Kurt Wires · Yrjö Hietanen         | 3:51,1 | OB |
| Ezüst    | Svédország (SWE) · Lars Glassér · Ingemar Hedberg     | 3:51,1 |    |
| Bronz    | Ausztria (AUT) · Maximilian Raub · Herbert Wiedermann | 3:51,4 |    |
| 4.       | Németország (GER) · Gustav Schmidt · Helmut Noller    | 3:51,8 |    |
| 5.       | Norvégia (NOR) · Ivar Mathisen · Knut Østby           | 3:54,7 |    |
| 6.       | Franciaország (FRA) · Maurice Graffen · Marcel Renaud | 3:55,1 |    |
| 7.       | Magyarország (HUN) · Granek István · Kulcsár János    | 3:55,1 |    |
| 8.       | Hollandia (NED) · Cees Koch · Jan Klingers            | 3:55,8 |    |
| 9.       | Dánia (DEN) · Egon Dyg · Andreas Lind                 | 3:59,3 |    |